# مهدی گودرزی
مهدی گودرزی (زادهٔ ۱۸ آذر ۱۳۸۲) بازیکن فوتبال اهل ایران است که در پست هافبک برای باشگاه فوتبال هوادار در لیگ برتر خلیج فارس بازی‌ می کند.

## سابقه باشگاهی

### شروع کریر فوتبالی
وی فوتبال خود را از کیا پارس قزوین آغاز کرد و سپس به تیم های پایه سایپا پیوست در سال ۲۰۲۲ مهدی گودرزی با قراردادی به ذوب‌آهن اصفهان پیوست.
این بازیکن در پنجره نقل و انتقالاتی زمستانی ۲۰۲۵ به تیم خیبر خرم آباد پیوست.